# Jazzcello

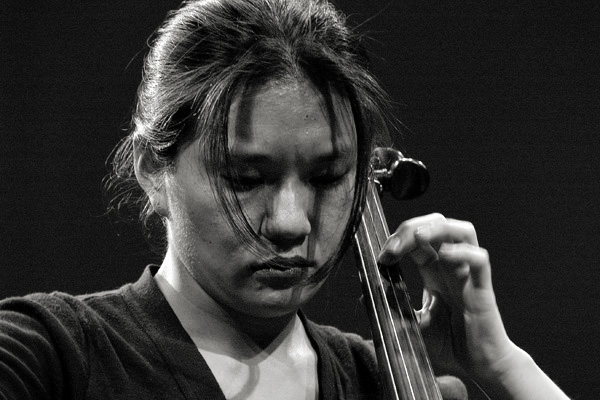
Okkyung Lee (Moers 2006)

Jazzcello bezeichnet die Rolle des Cellos und seiner wichtigsten Instrumentalisten im Jazz.
Das Cello war – im Unterschied zu seinen „Verwandten“ Violine und Kontrabass – in der Jazzmusik lange Zeit ein exotisches Instrument. Zunächst sah man das Cello im Jazz als eine Art „kleiner Kontrabass“ an, denn die ersten Musiker, die das Cello solistisch verwendeten, waren Jazzbassisten, die es als Zweitinstrument verwendeten. Erst Ende der 1940er Jahre wurde es durch Harry Babasin und Oscar Pettiford in das Jazz-Repertoire eingeführt. Seit den 1970er Jahren gibt es zunehmend ausschließliche Cellisten, die das Cello auch als Solo-Instrument im Jazz und der vom Jazz beeinflussten Improvisationsmusik einsetzen.

## Anfänge – Harry Babasin, Oscar Pettiford, Charles Mingus und Fred Katz
Seit Beginn des Jazz spielten Streichinstrumente eine Rolle in der Instrumentierung der Jazzmusik. In den Tagen des frühen Jazz waren dies jedoch in erster Linie Violine und Kontrabass, während das Cello anfangs nur eine Randposition einnahm. Erste Jazzmusiker, die dieses Instrument benutzten, waren die Bassisten Harry Babasin, Oscar Pettiford, Charles Mingus, Fred Katz und Ray Brown. Babasin und Pettiford stimmten wie in der Folge auch Sam Jones, Ray Brown, Doug Watkins und Ron Carter – ihre Instrumente nicht wie für das Cello üblich in Quinten, sondern wie beim Bass in Quarten – nur eine Oktave höher.
Harry Babasin
Bereits in den 1940er Jahren hatte Harry Babasin (1921–1988), der in den Bands von Charlie Barnet, Benny Goodman und Laurindo Almeida gespielt hatte, erste Versuche mit dem Cello unternommen. So wurde Babasin der erste Jazz-Bassist, der das Cello als Zweitinstrument einsetzte, so bei seinem ersten Solo in einer Aufnahme vom 3. Dezember 1947 mit dem Dodo Marmarosa Trio.
Während er zunächst auch als Cellist noch in der Rolle des Bassisten blieb, nahm er bei späteren Aufnahmen einen Bassisten hinzu, um das Cello als reines Melodie- und Soloinstrument einsetzen zu können. Zu den frühen Titeln, in denen das Cello benutzt wurde, gehörten
Harry Babasins Version des Standards These Foolish Things. 1953 nahm Babasin ein Album mit dem befreundeten Bassisten und Cellisten Oscar Pettiford auf.
Oscar Pettiford 
Oscar Pettiford (1922–1960), der in den 1940er Jahren vor allem durch seine Zusammenarbeit mit Coleman Hawkins, Dizzy Gillespie und Duke Ellington bekannt wurde, hatte 1949 während seiner Mitgliedschaft in der Woody Herman Band einen Armbruch erlitten und fand es zu schwer, während seiner Rekonvaleszenz Bass zu spielen; stattdessen wechselte er – auch zum Zweck der Rehabilitation – zum Cello und spielte es nach seiner Erholung von dem Armbruch gelegentlich als Zweitinstrument bei Auftritten. Zuvor hatte er das Cello bereits gelegentlich in den Orchestern von Duke Ellington und Woody Herman eingesetzt und es anstelle des Kontrabasses verwendet. 1950 war er mit dem Cello in Aufnahmen des Duke Ellington-Quartetts mit Billy Strayhorn zu hören (Perdido).
In kleinen Combo-Besetzungen begann er daraufhin, das Cello konsequent als Melodie- und Soloinstrument einzusetzen. 1952 kam es zu einer gemeinsamen Session der beiden „Pizzicato Jazz Cello“-Pioniere Babasin und Pettiford. Mit seinen eigenen Combos nahm Pettiford zahlreiche Platten mit dem Cello auf. Dabei übernahmen die Bassisten Charles Mingus, Harry Babasin und Whitey Mitchell (der Bruder Red Mitchells) oder später – während seiner Zeit in Deutschland – auch Gitarrist Attila Zoller den Bass-Part. Ab 1954 bediente er sich für Aufnahmen auch der damals noch jungen Mehrspurtechnik und spielte sowohl Bass- als auch den Cellopart ein.
Zu seinen bekannteren Einspielungen als Cellist gehört seine Version des Jazz-Standards „All the Things You Are“ aus dem Jahr 1959 mit Hans Koller (Tenorsaxophon), Attila Zoller (Bass) und Jimmy Pratt (Schlagzeug).

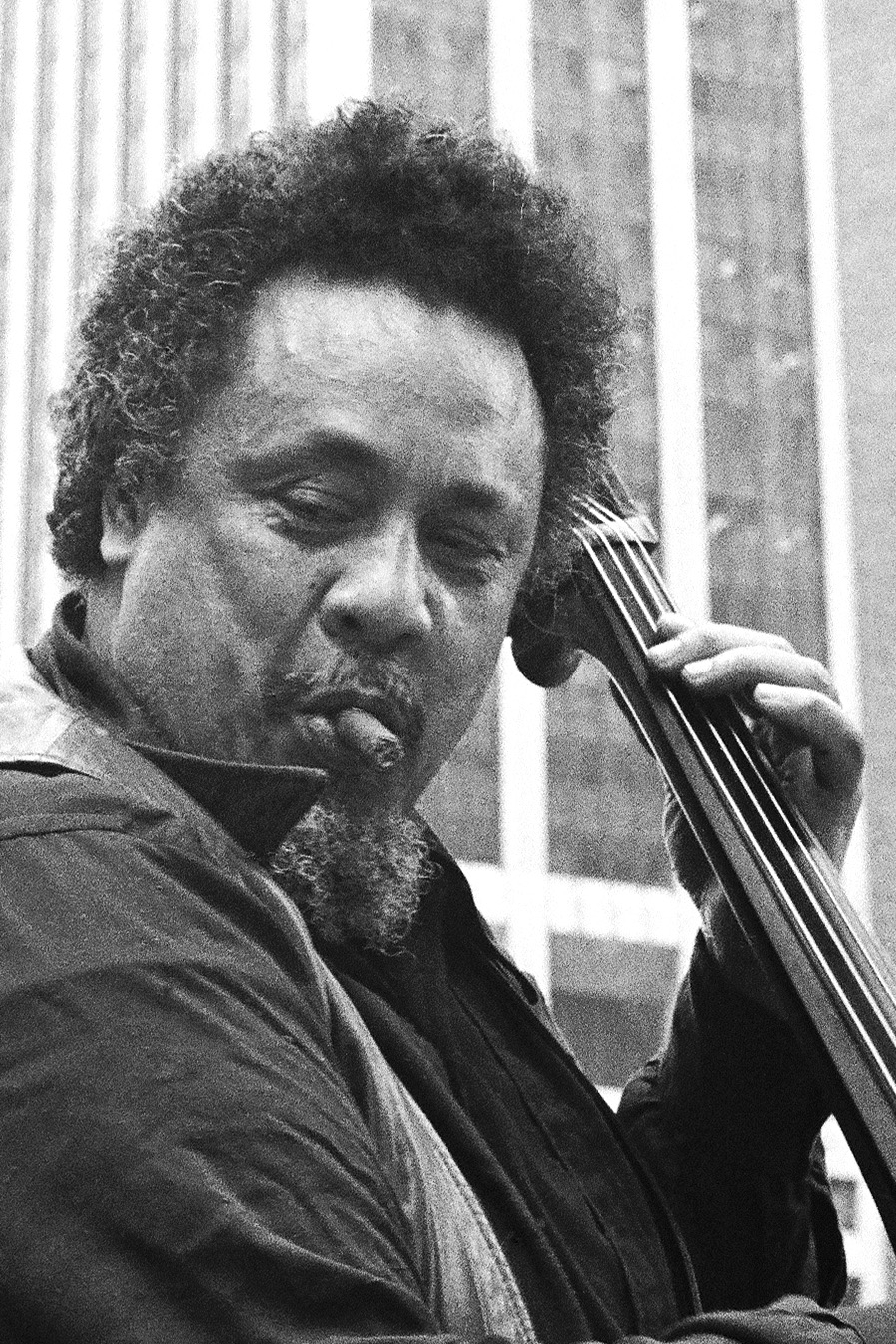
Charles Mingus
Mingus hatte bereits während seiner Schulzeit in der Jazzband auf dem Cello gespielt; er wechselte erst 1938 auf Anraten von Buddy Collette zum Kontrabass. Seine frühe Komposition Chill of Death (1944) enthielt ein gestrichenes Cello-Solo. 1946, während eines Engagements in der Band von Floyd Ray spielte Mingus gelegentlich Cello, so dass er für sich beanspruchte, bereits vor Pettiford auf diesem Instrument öffentlich Jazz gespielt zu haben. Im Februar 1949 spielte er in der Aufnahme von He’s Gone, die er mit seinen Symphonic Airs einspielte, ein gestrichenes Cello, das sowohl in der Introduktion zur Ballade alleine spielte, als auch im letzten Chorus noch einmal deutlich hervortrat. Auch auf dem Teo-Macero-Album Explorations (1953) ist er als Cellist zu hören. Ab 1952 arbeitete er mit einem auf Debut Records aufgenommenen Sextett, in dem zusätzlich zu ihm als Bassist ein Cellist (zunächst George Koutzen, dann Jackson Wiley) beteiligt war. 1959 setzte er den Cellisten Maurice Brown auf einigen Stücken seines legendären Albums Mingus Ah Um ein; bei der Hälfte der Stücke auf Pre-Bird (1960) wirkt Charles McCracken mit.
Fred Katz
Mitte der 1950er Jahre verschaffte Fred Katz dem gestrichenen Cello Aufmerksamkeit im Jazz. Die Band des Schlagzeugers Chico Hamilton, in der er eigentlich als Pianist engagiert war, sorgte ab Mitte der 1950er Jahre mit neuen Klängen für Aufsehen: Das Cello-Spiel von Katz war in der Zeit von 1955 bis 1958 mitverantwortlich für den Erfolg der Combo mit einem unverwechselbaren kammermusikalischen Sound. Katz spielte bei den ersten Auftritten der Gruppe in den Pausen auf dem Cello, wobei er einmal so vertieft in sein Spiel war, dass er angeblich nicht bemerkte, wie die anderen Mitglieder des Quintetts auf die sehr kleine Bühne zurückgekehrten, so dass er nicht mehr zum Piano kam und den ganzen Set auf dem Cello spielte. So entwickelte die Band den neuen Sound, bei dem auch die Gitarre eine den Ensemble-Sound deutlich prägende Rolle erhielt. Katz war klassisch ausgebildet – er hatte bei Pablo Casals studiert – und setzte bei Hamilton das Cello sowohl gestrichen als auch pizzicato ein. Er war an sechs gemeinsamen Alben mit Hamilton beteiligt; unter eigenem Namen legte er Aufnahmen mit Paul Horn (Soul-O Cello) und mit Johnny Pisano vor, bevor er sich anderen Musikgattungen und der vergleichenden Musikwissenschaft zuwendete.
Katz gilt als der erste „Nicht-Bassist“ der Jazzgeschichte, der auf dem Cello mit längeren solistischen Streich-Passagen in Erscheinung trat. 1957 folgte ihm im Chico-Hamilton-Quintett Nat Gershman nach. Mit den Cellisten des Hamilton-Quintetts erhielt das Cello in der Jazzszene eine größere Aufmerksamkeit.

## Die 1960er Jahre
In den folgenden Jahren machten auch die Bassisten Keter Betts, Sam Jones, Ray Brown, Percy Heath und Eldee Young Aufnahmen als Cello-Solisten.
Ray Brown
Der Bassist Ray Brown (1926–2002) sorgte 1960 mit seinem Album Jazz Cello für Aufsehen; es gilt als eines der ersten Alben des Mainstream Jazz, das dem Cello gewidmet ist. Begleitet von einer Horn- und Rhythmusgruppe behandelte Brown das Cello als Melodie-Instrument. Er zeigte dabei mit dem Standard „Ain’t Misbehavin’“, wie das Instrument in einer Bigband-Umgebung gesetzt werden kann. Nach einer Ensemble-Einleitung spielt Brown die Melodie pizzicato und schmückt sie mit einer leichten Ornamentierung aus. Brown spielte auf diesem Album ein spezielles Cello für Jazzbassisten, das er mit der Kay Musical Instrument Company konzipierte und als Modell K 200 auf den Markt kam und in Anzeigen auch als „Ray Brown Jazz Cello“ beworben wurde. Das von Kay gebaute Cello, hat einen kräftigeren Hals, ein breiteres Griffbrett und Plastikwirbel anstelle der Holzwirbel. Passend zu diesem „Jazz Cello“ werden auch bis heute Cello-Saiten in Quartstimmung angeboten.
Ron Carter

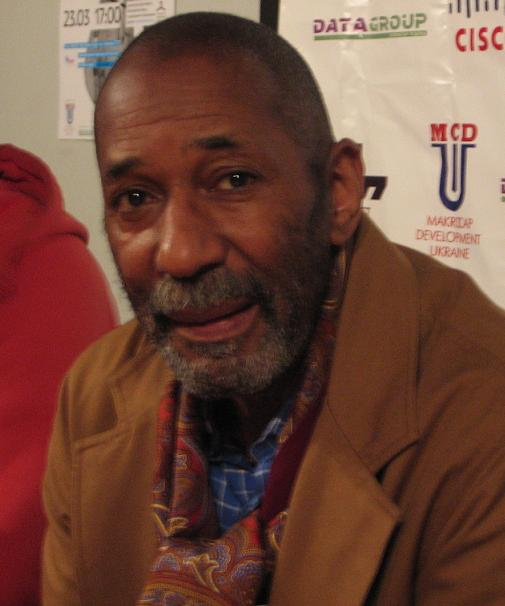
Ron Carter; 2008

Der Bassist Ron Carter war ursprünglich Cellist und Klarinettist gewesen, wechselte aber schon im Teenageralter mit 17 Jahren zum Bass. Carter machte in den 1960er Jahren ebenfalls Aufnahmen als Cellist, bei denen George Duvivier am Bass mitwirkte. Ron Carter hatte, bevor er zum Bass wechselte, klassischen Cellounterricht genossen, und setzte sein in Quinten gestimmtes Cello auch gestrichen (Coll’arco) für Aufnahmen mit Eric Dolphy, Mal Waldron und George Benson ein. Später verwendete er einen nach seinen Wünschen gebauten „Piccolo-Bass“. Zu den auf dem Prestige-Album Out There (1960) Stücken, in denen Carter Cello spielte, gehörte die Mingus-Komposition „Eclipse“. Diese von Dolphy/Carter 1960 einspielte Version greift, ebenso wie die Originaleinspielung durch Mingus 1953 auf das Cello als besondere Klangfarbe zurück. „Feather“ und das Titelstück des Albums; die Rhythmusgruppe bildeten bei diesen Titeln George Duvivier (Bass) und Roy Haynes (Schlagzeug). Die Instrumentierung für sein zweites Prestige-Album entlehnte Eric Dolphy dem Chico Hamilton Quintett, dem er zuvor angehört hatte. Dort war der Cellist Nathan Gershman zu hören. 1961 arbeitete Carter als Cellist noch einmal für ihr gemeinsames Prestige-Album Where? zusammen sowie auf dem in ähnlicher Besetzung gehaltenen Waldron-Album The Quest.
Zu den Cellisten der 1960er Jahre zählt auch der früh verstorbene Bassist Doug Watkins. Für sein Prestige/New-Jazz-Album Soulnik, das er 1960 mit Yusef Lateef einspielte, setzte auch er in einigen Titeln das Cello ein; den zusätzlichen Bass spielte Herman Wright. Ähnlich wie bei Pettiford waren es bei dem Posaunisten David Baker gesundheitliche Gründe, die ihn zwangen, 1962 für kurze Zeit Experimente mit dem Cello einzuspielen. Seitdem hat er mit Charles Tyler und Nathan Davis auch Cello-Stücke mit seiner eigenen 21st Century Bebop Band aufgenommen.

## Das Jazzcello in den 1970er und 1980er Jahren

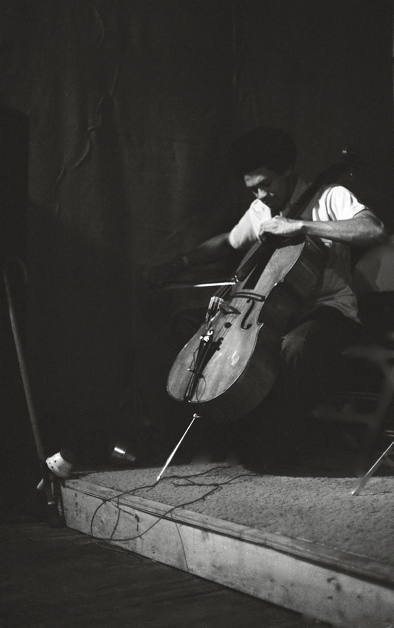
Abdul Wadud im Studio Rivbea NYC, Juli 1976

Der Bassist Dave Holland (* 1946) verwendete (in Projekten mit dem Gitarristen Derek Bailey sowie mit dem Bassisten Barre Phillips, jeweils 1971), das Cello. Einflüsse von Pettiford und Ron Carter, aber auch klassischer Komponisten wie Bach und Kodály verarbeitete der Bassist Dave Holland auf seinem Cello-Soloalbum Life Cycle, das er 1982 für ECM aufnahm. Schon Ende der 1960er Jahre hatte er in der kurzlebigen Formation Circle auch das Cello eingesetzt. 1982 war Life Cycle sein erstes Album mit unbegleiteten Kompositionen für Cello.
Der Bassist Peter Warren (* 1935) trat 1981 auch als Cellist in Erscheinung; für das deutsche Japo-Label entstand das Album Solidarity mit seinen langjährigen Kollegen John Scofield, Jack DeJohnette und John Purcell. In den 1990er Jahren wechselte er auf das Stahlcello.
Der seit 1974 überwiegend in den Niederlanden lebende US-amerikanische Cellist Tristan Honsinger (1949–2023) war sowohl im Free Jazz, als auch in der neuen Improvisationsmusik zu Hause. In Mitteleuropa hat er seit Mitte der 1970er Jahre, zunächst etwa in seinem Duo mit Maarten Regteren Altena auf dem Total Music Meeting 1976, den Stellenwert des Cellos für die Weiterentwicklung der kreativen Musik deutlich gemacht; bekannt wurde er durch seine Zusammenarbeit mit Alexander von Schlippenbach, Derek Bailey und Misha Mengelberg. Honsinger spielte auch körperlich mit großer Intensität, was er durch Keuchen und Schreien unterstützte. So hat er sich in einem Konzert mit Cecil Taylor „fff Flageolett-Texturen erkämpft, bis das Rosshaar seines Streichbogens wie geschlagene Zuckerrohrfasern um sein Cello wehte“.
Der klassisch ausgebildete Cellist David Darling arbeitete insbesondere zwischen 1970 und 1978 im Paul Winter Consort, in dem Eugene Friesen sein Nachfolger wurde. Darling legte auch mehrere Soloalben vor, wo er in sein Cellospiel auch Naturgeräusche einbezog. Er setzt neben dem traditionellen Cello auch ein von ihm entworfenes, achtsaitiges Instrument mit massivem Korpus ein, das er verstärkt und dessen Klang er elektronisch live bearbeiten kann.
Der Cellist David Eyges, der mit Gunter Hampel und Bob Moses arbeitete, erinnerte mit seinem pizzicato an die Rolle des Bass als Rhythmusinstrument bei seinen eigenen Alben; die Bläser bekamen dafür den solistischen Platz. Eyges, der auch mit Hamiet Bluiett und Jaki Byard arbeitete, vertritt gemeinsam mit Abdul Wadud die Präsenz des Cellos in kleineren Ensembles des Jazz-Avantgarde; so spielte er 1981 im Trio mit Byard Lancaster (Altsaxophon) und Sunny Murray (Schlagzeug) seine Komposition „Crossroads“ ein. Mit Jeanne Lee veröffentlichte er das Duoalbum Here and Now (1993). Er war der Erste, der mit einem elektrisch verstärkten Cello experimentierte.

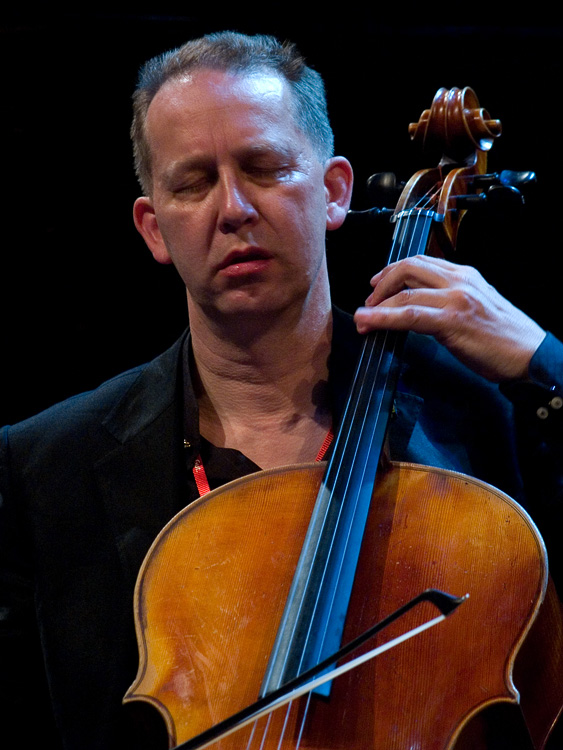
Der niederländische Cellist Ernst Reijseger 2007 auf dem Moers Festival

Der Cellist Abdul Wadud (1947–2022) kam Ende der 1970er Jahre nach New York und wurde dort bald Teil der dortigen Avantgarde-Szene, spielte mit Cecil Taylor, Lester Bowie und Arthur Blythe. Er galt damals als einer der wenigen Jazzcellisten, die es nicht als Zweitinstrument verwendeten; Wadud gehört nach Meinung von Joachim-Ernst Berendt zu den wenigen Jazzmusikern, die das Cello – neben dem Bass – als gleichberechtigtes Soloinstrument einführten. Er ist gleichermaßen in klassischen wie in Jazz-Kontexten vertraut; so arbeitete er mit dem New Jersey Symphony Orchestra oder mit Arthur Blythe. 1980 nahm er die Komposition „Body“ auf Julius Hemphills Album Flat-Out Jump Suite auf.
Der holländische Cellist Ernst Reijseger (* 1954) ist seit den 1980er Jahren eine herausragende Figur in der Neuen Improvisationsmusik, er spielte in Projekten mit Louis Sclavis, Trilok Gurtu, Yo-Yo Ma, Derek Bailey, Misha Mengelbergs ICP Orchestra, dem Gerry Hemingway Quintett, dem Amsterdam String Trio, dem Arcado String Trio und dem Trio Clusone mit Michael Moore und Han Bennink.

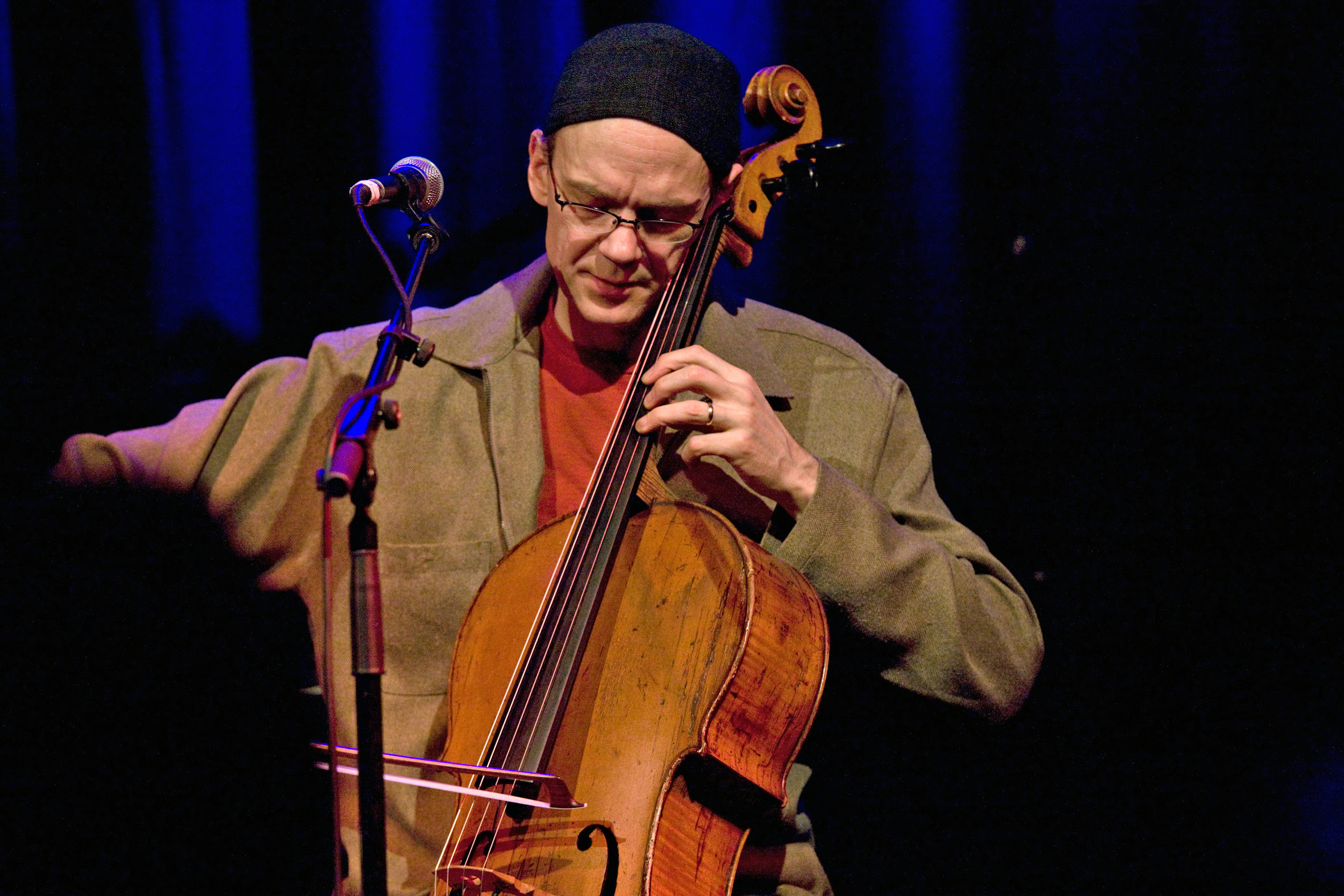
Hank Roberts im Jazzhaus Stadtgarten, Köln (März 2008)

Der Cellist Hank Roberts (* 1955) verschmilzt in seiner Arbeit verschiedene Stile von Jazz, klassischer Rock- und Folk Musik. In den 1980er Jahren arbeitete er häufig in Projekten mit Bill Frisell, so auch bei dessen frühen ECM-Album Lookout for Hope, bei dem er auf dem Stück „Little Brother Bobby“ zu hören ist. 1989 gründete er dem Bassisten Mark Dresser und dem Violinisten Mark Feldman das Arcado String Trio.

## Das Jazzcello in den 1990er und 2000er Jahren
Nach den frühen Innovationen der 1960er Jahre entstand eine neue Generation von Cellisten wie Erik Friedlander, Daniel Pezzotti, Diedre Murray und Gideon Freudmann. Diedre Murray spielte in den 1980er Jahren mit Musikern wie Leroy Jenkins, Muhal Richard Abrams sowie dem Henry Threadgill Sextet. Gideon Freudman gilt seit seinem Album Fellini's Martini als cross-genre-Cellist, der für seinen Stil den Terminus Cellobop benutzt und Loop-Effekte in seine Auftritte einbaut.
In den 1990er Jahren arbeitete der Cellist Fred Lonberg-Holm (* 1962) in den Bereichen zwischen Jazz-Avantgarde und experimenteller Musik. Nach seinem Studium bei Anthony Braxton und Morton Feldman spielte er in der New Yorker Avantgardeszene. Nach seinem Umzug Ende der 1990er Jahre nach Chicago spielte er in Peter Brötzmanns Tentett und mit Ken Vandermark. 2007 veröffentlichte er Terminal Valentine, mit zehn Kompositionen in verschiedenen stilistischen Bereichen zwischen Free Jazz und neuer Improvisationsmusik.

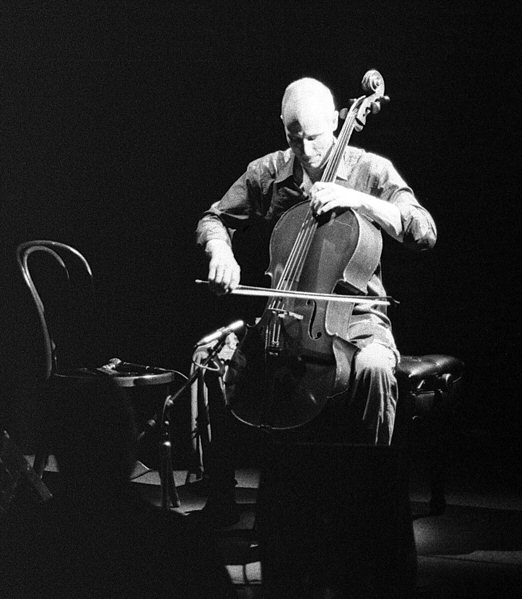
Erik Friedlander

Der New Yorker Avantgarde-Szene entstammt auch Erik Friedlander (* 1960), der allein Cello als Hauptinstrument spielt und in Projekten mit John Zorn, Laurie Anderson oder Fred Hersch arbeitete. Erik Friedlander verwendet das Cello sowohl im improvisierten Jazz als auch in der zeitgenössischen Musik. Mit dem Namen seines Trios verweist er auf einen der Begründer der Cello-Tradition im modernen Jazz, Oscar Pettiford und seinem Anfang mit dem Spiel auf diesem Instrument. 2008 veröffentlichte Freidlanders Broken Arm Trio eine zeitgenössische Interpretation des Cello-Ensemblespiels im Jazz. Seine Mitspieler sind der Bassist Trevor Dunn und der Schlagzeuger Mike Sarin.
Zu erwähnen sind noch die Cellisten Matt Turner, der in verschiedenen Stilrichtungen von Jazz, Rock, Country Music arbeitet, aber auch in experimentellen Projekten arbeitet; Peggy Lee (* 1963), die sowohl auf dem Gebiet der Jazzmusik und der Improvisationsmusik aktiv ist; sie arbeitete in Formationen mit ihrem Mann Dylan van der Schyff sowie mit Wayne Horvitz, Dave Douglas, Nels Cline und Bill Frisell.

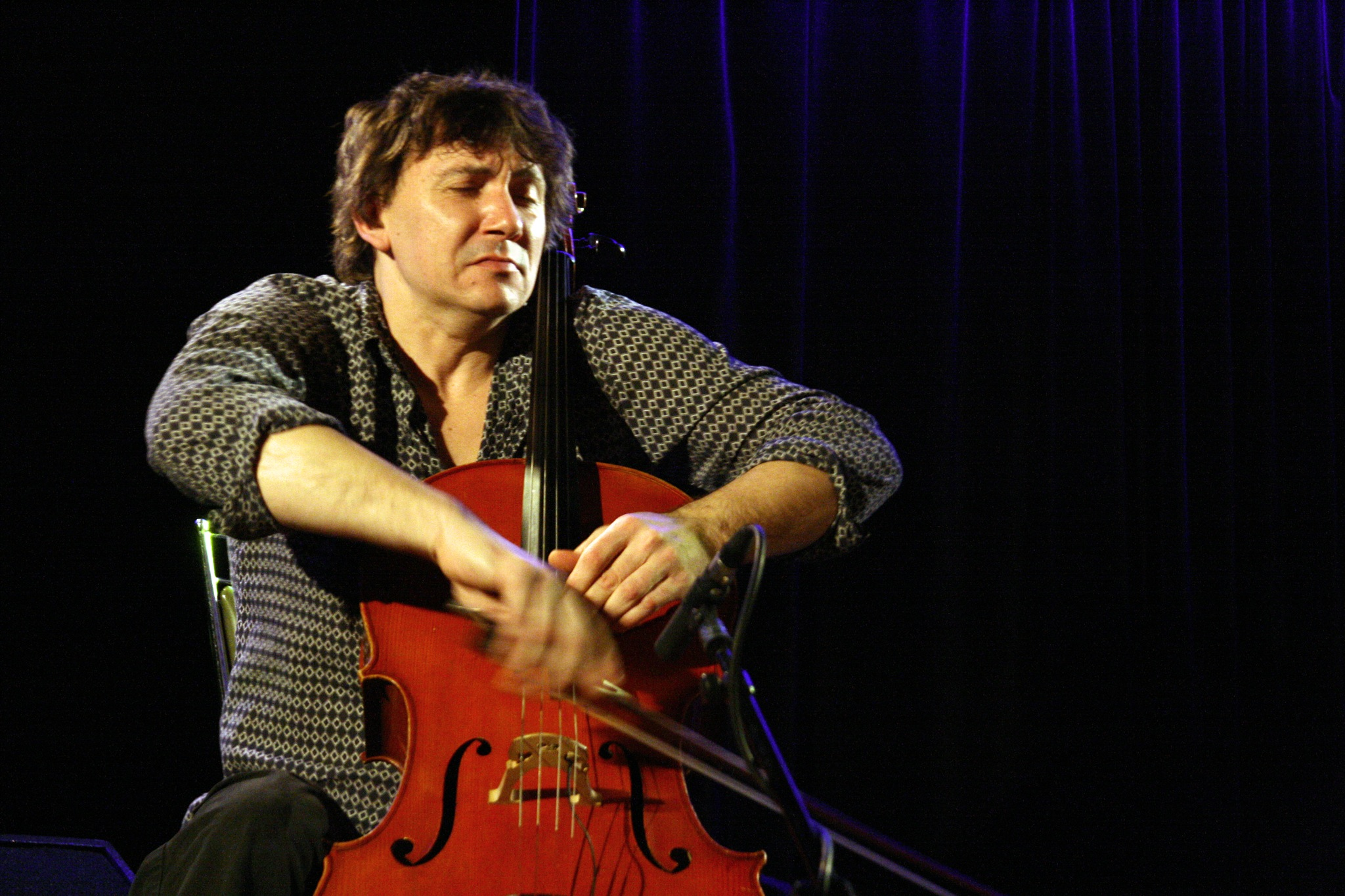
Vincent Courtois (2007)

Der französische Jazz-Cellist Vincent Courtois (* 1968) gehört zu den Vertretern des Cello der jüngeren Generation in Europa; er arbeitete mit Christian Escoudé, Martial Solal, Michel Petrucciani, Rabih Abou-Khalil, Pierre Favre, Yves Robert, spielte Filmmusiken ein und leitet eigene Formationen.

## Weitere Cellisten im Jazz
Irène Aebi, Juni Booth, Jean-Charles Capon, Todd Coolman, Tom Cora, Pierre Cullaz, Friedemann Dähn, Paolo Damiani, Lars Danielsson, Johannes Fink, Larry Gales, Denney Goodhew, Richard Grossman, Percy Heath, Abdullah Ibrahim, Marc Johnson, Kash Killion, Okkyung Lee, Udo Moll, Glen Moore, Buell Neidlinger, Daniel Pezzotti, Tomeka Reid, Martin Schütz, Henning Sieverts, Alan Silva, Peter Trunk, Tomas Ulrich, Huw Warren, Eric Longsworth, Stephan Braun, Wolfram Huschke, Gunther Tiedemann, Jörg Brinkmann, Susanne Paul, Veit Steinmann, Elisabeth Fügemann und Nioka Workman.

## Diskographische Hinweise

Fred Lonberg-Holm

Solo-Alben von Cellisten des Jazz und der Neuen Improvisationsmusik
- Abdul Wadud: By Myself (1977)
- Erik Friedlander: Volac
- Rufus Cappadocia: Songs For Cello (2006)
- Ernst Reijseger: Colla Parte
- Joan Jeanrenaud: Metamorphosis
- Dave Holland: Life Cycle (ECM)
- David Darling: Cello (ECM, 1992)
- Fred Lonberg-Holm: Anagram Solos
- Lucio Amanti: Jazzcello
- David Eyges: Wood
- Tristan Honsinger: A Camel's Kiss
- Tom Cora: Gumption In Limbo
- Daniel Brandl: Solo

Weitere Aufnahmen mit Jazz-Cellisten
- Ray Brown: Jazz Cello (Verve, 1960)
- Vincent Courtois/Marc Ducret/Dominique Pifarély: The Fitting Room (Enja, 2001)
- Eric Dolphy/Ron Carter: Out There (Prestige/OJC, 1960), Where? (Prestige, 1961)
- Duke Ellington/Oscar Pettiford: Great Times! (OJC, 1950)
- David Eyres/Jaki Byard: Night Leaves (Brownstone, 1997)
- Erik Friedlander: Topaz (Siam, 1997)
- Erik Friedlander: Broken Arm Trio (SkipStone, 2008)
- Dave Holland/Derek Bailey: Improvisations for Guitar and Cello (1971)
- Diedre Murray/Fred Hopkins: Firestorm (Victo, 1992)
- Oscar Pettiford: Vienna Blues: The Complete Sessions (Black Lion, 1959)
- Hank Roberts: Black Pastels (JMT, 1987)
- Mal Waldron/Eric Dolphy: The Quest (OJC, 1961, mit Ron Carter)
- Stephan Braun Trio: The Raid (ATS-Records, 2008)
- Daniel Pezzotti: Cellobration (TCB, The Montreux Jazzlabel, 2008)
- Gunther Tiedemann - David Plate Duo: Live (CBR, 2010)